# Linia kolejowa Červenka – Prostějov
Linia kolejowa Červenka – Prostějov (Linia kolejowa nr 273 (Czechy)) – jednotorowa, niezelektryfikowana linia kolejowa o znaczeniu regionalnym w Czechach. Łączy stację Červenka z Prościejowem. Przebiega w całości przez terytorium Kraju ołomunieckiego.